# بابيليو رومايكو
بابيليو رومايكو أو فراشة أبولو العملاقة الغربية هي نوع من الفراشات خطافية الذيل. تتواجد في جنوب غرب الولايات المتحدة، في كل من المكسيك، والسلفادور، وهندوراس، وكوستاريكا وحتى بنما. أقصى تسجيل تواجد لها في الشمال الشرقي من كولورادو.
يبلغ طول الأجنحة الأمامية 50-58 مم. على الأجنحة الأمامية، هناك شرطان أصفران ذهبيان: شريط مركزي من تسع بقع تمتد من القمة إلى الثلث القاعدي عند الحافة الداخلية، وشريط شبه هامشي متكون من ثلاث إلى سبع بقع. توجد عدة بقع صفراء ذهبية أصغر بالقرب من الجانحة في نهاية الخلية القرصية. كما توجد بقعة بيضاوية داكنة بلون الخلفية ذات حجم متغير داخل أو عند الحافة الأمامية للبقعة الصفراء الذهبية المركزية، وأحيانًا تقسم البقعة الصفراء الذهبية إلى قسمين. تكون البقع الفاتحة الهامشية عند الانخفاضات بين الأوردة صغيرة أو شبه معدومة. تتميز الأجنحة الخلفية بأن لها شرطان بلون الأصفر الذهبي يمتدان من الأجنحة الأمامية. يمكن رؤية بقعة دائرية حمراء داكنة إلى برتقالية حمراء بالقرب من الزاوية التحليلية مع قرص بلون أزرق فوقها. ويكون مركز طرف الذيل ذا لون أصفر.
يُلقح البيض بشكل منفرد ويوضع على الأوراق الصغيرة وبراعمها كما في أوراق نبات السذاب الأذفر، والفاغرة المعروفة، وأوراق شجرة الظربان، وأوراق نبات اللامي، وأوراق السابوتا البيضاء، وعلى أنواع مختلفة من أوراق النباتات الحمضية. يكون لون بيضة بابيليو رومايكو أصفر باهت عند أول وضعها، يبدأ اللون بعدها بشكل تدريجي بالتغير إلى اللون البني البرتقالي الباهت. في المراحل الأولى لتكون اليرقات يتراوح طولها من 3-5 مم، وبتواجد غطاء رأس بلون بني مصفر. يشبه نمط جسم اليرقة براز الطيور. في المرحلة الثانية يتراوح طولها 5-11 مم، ويصبح لون الرأس بني موحد اللون. وفي المرحلة الثالثة يبلغ طولها 11-16 مم، والرابعة 16-30 مم، وفي المرحلة الخامسة تكون 30-50 مم. تقوم اليرقة عند الأحداث غير المتوقعة في المراحل المتأخرة برفع رأسها ونفخ صدرها، ما يكشف بقع العين على صدرها الخلفي. يبرز شق غدي (osmeterium) عند تعرض اليرقة للاضطراب، والذي يكون بلون أحمر وفي المراحل الأولى من تكون اليرقة يكون بلون أصفر، ويقع خلف الرأس.
تحدث التعذية في شرنقة بطول 26-36 مم. تكون مبقعة باهتة إلى رمادية وبنية داكنة، تشبه سطح الشجرة أو الفرع الذي تعلق عليه. غالبًا ما يتم تحديد درجة الظلام في الشرنقة من خلال لون السطح الذي تستريح عليه.

## التصنيف
عرف هذا النوع ولأكثر من قرن باسم بابيليو كريسفونتس، ليكتشف لاحقا كنوع مختلف, استنادا على أدلة الحمض النووي في عام 2014؛ تمت تسميتها باسم (رومايكو) تكريمًا لزوجة المؤلف الأول للدراسة التي وصفتها.
تقع فراشة بابيليو رومايكو ضمن مجموعة أنواع بابيليو ثواس.

## معرض الصور

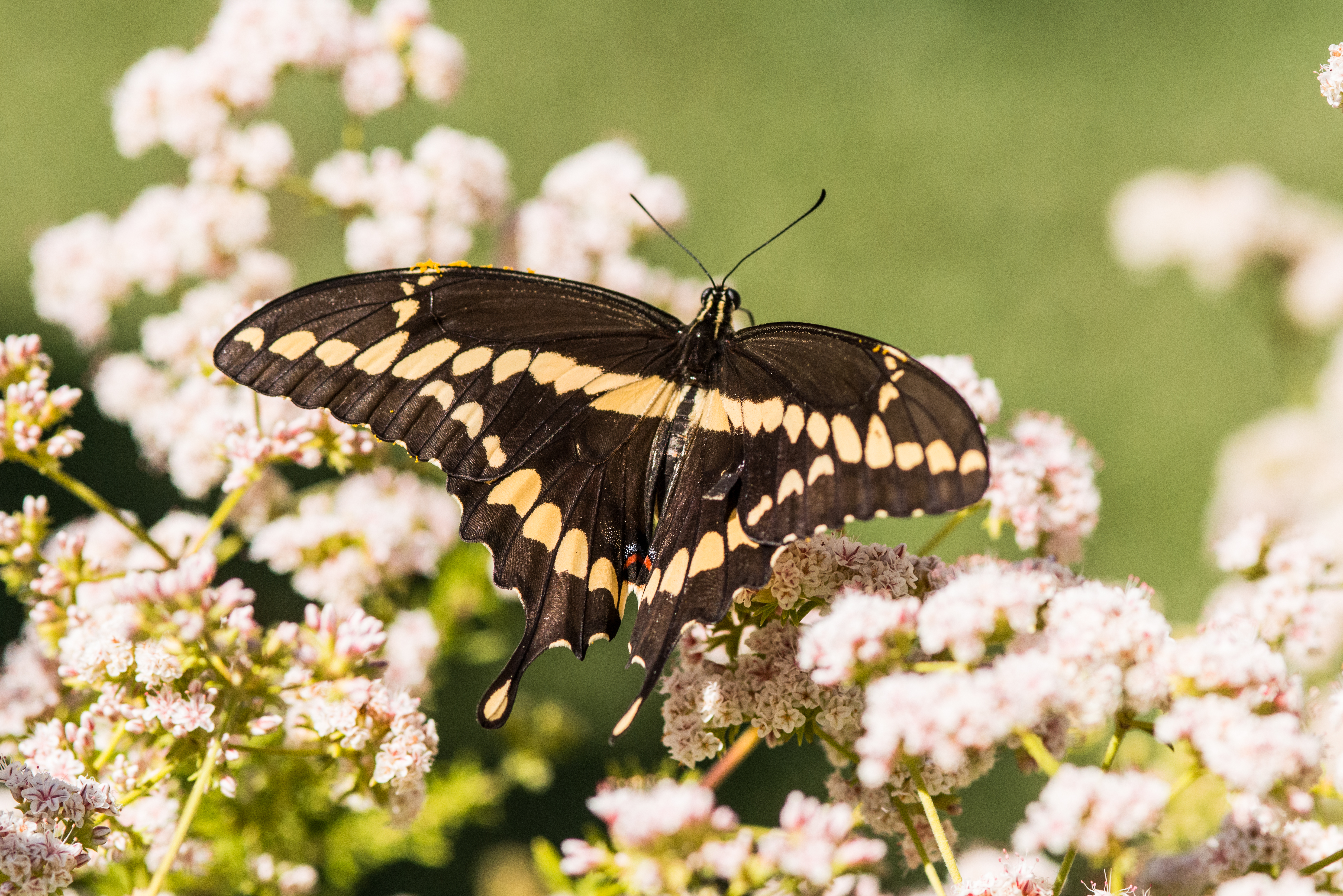
فراشة بالغة في كاليفورنيا.
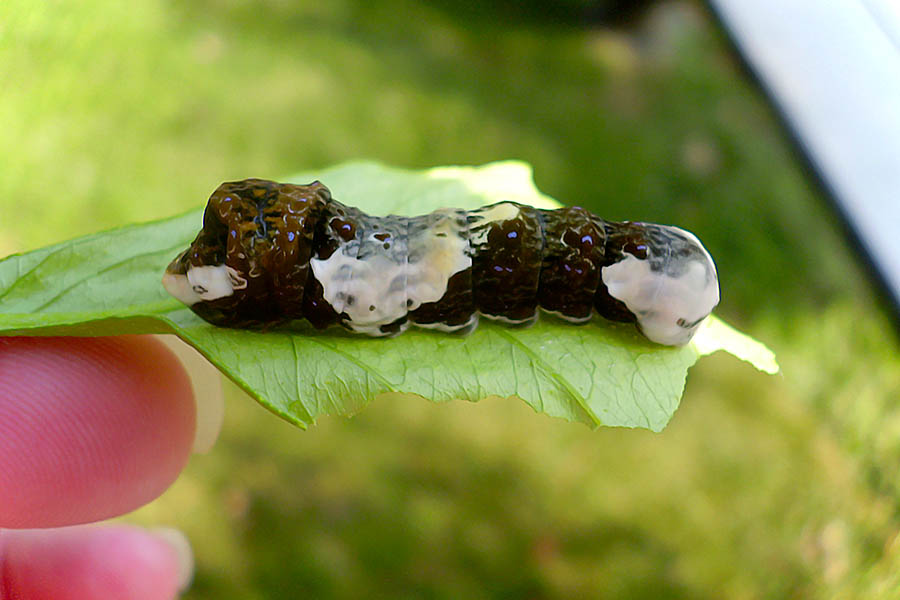
يرقة بابيليو رومايكو على ورقة الليمون.
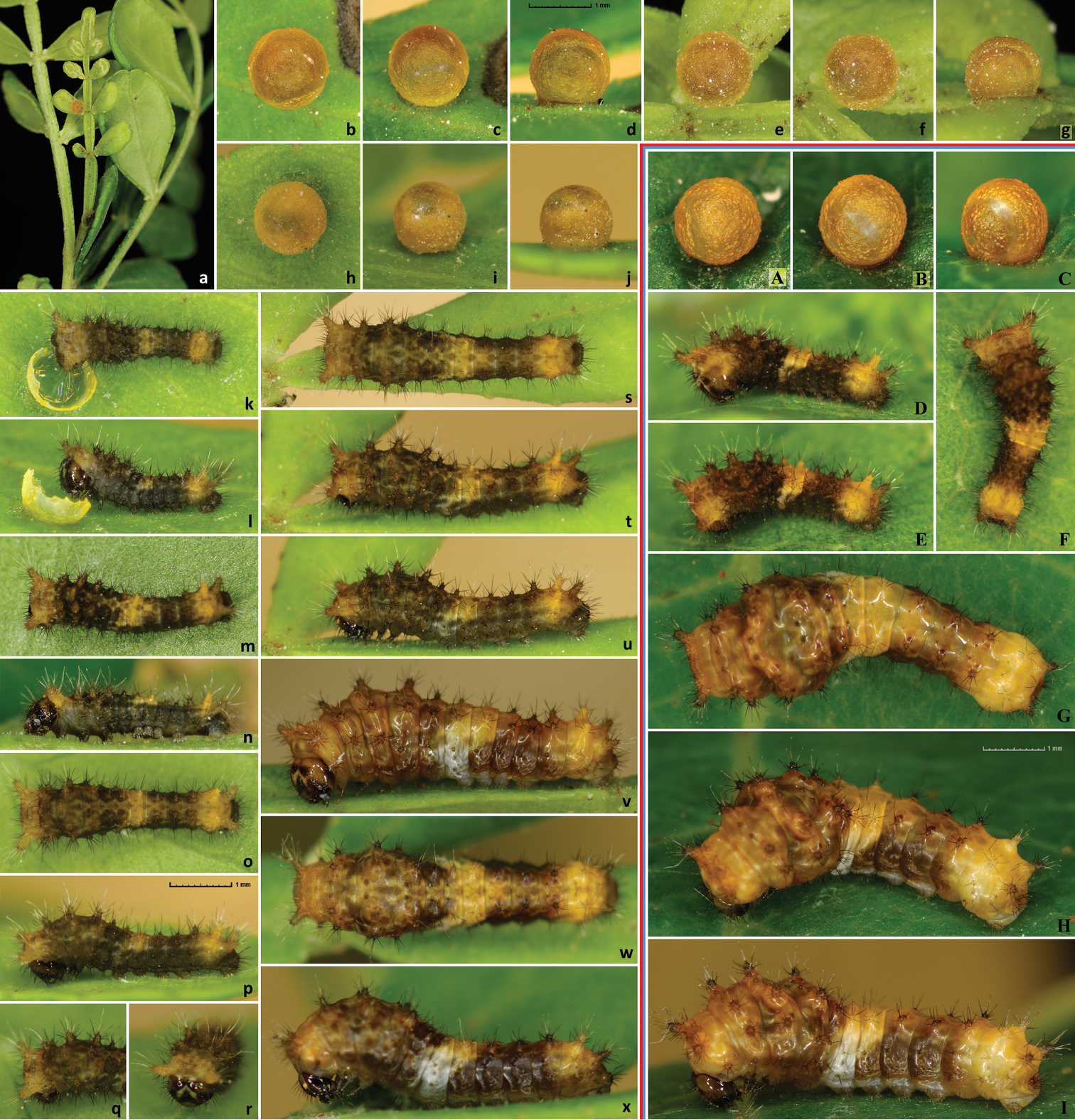
مقارنة بين بيض بابيليو رومايكو وبابيليو كريسفونتس الطور الأول.
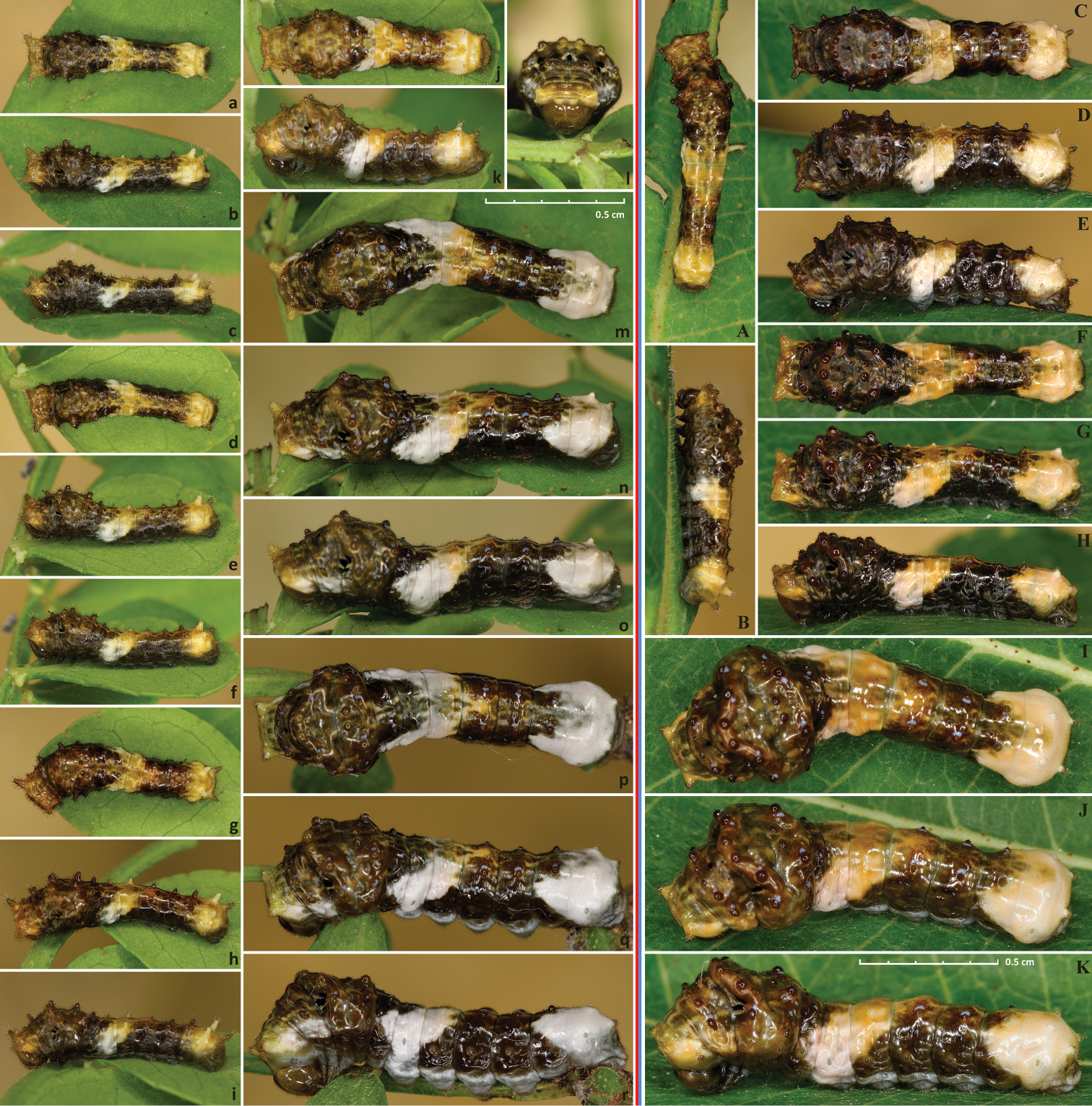
مقارنة بين النوعين في الطورين الثاني والثالث.
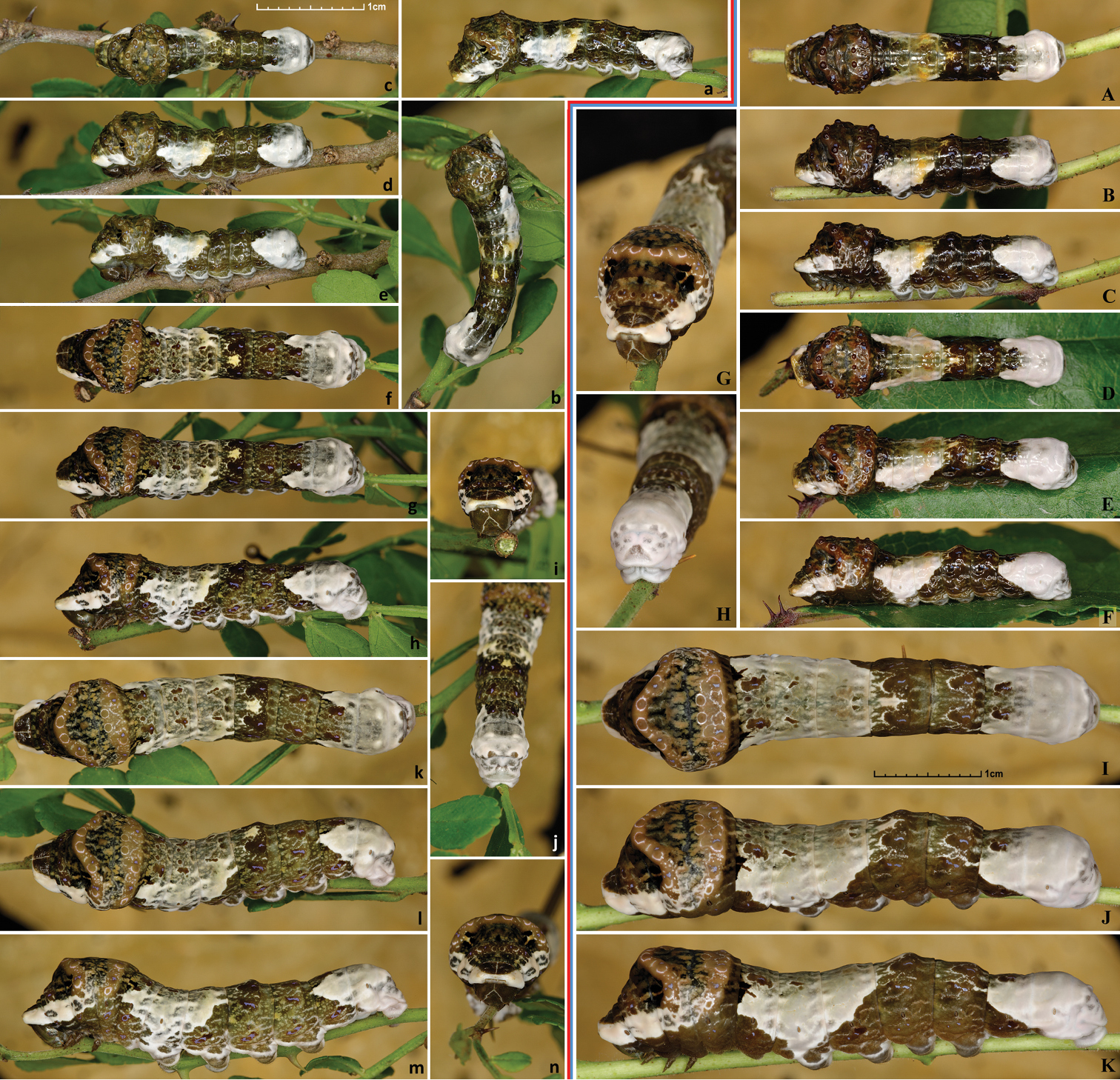
مقارنة بين النوعين في الطورين الرابع والخامس.
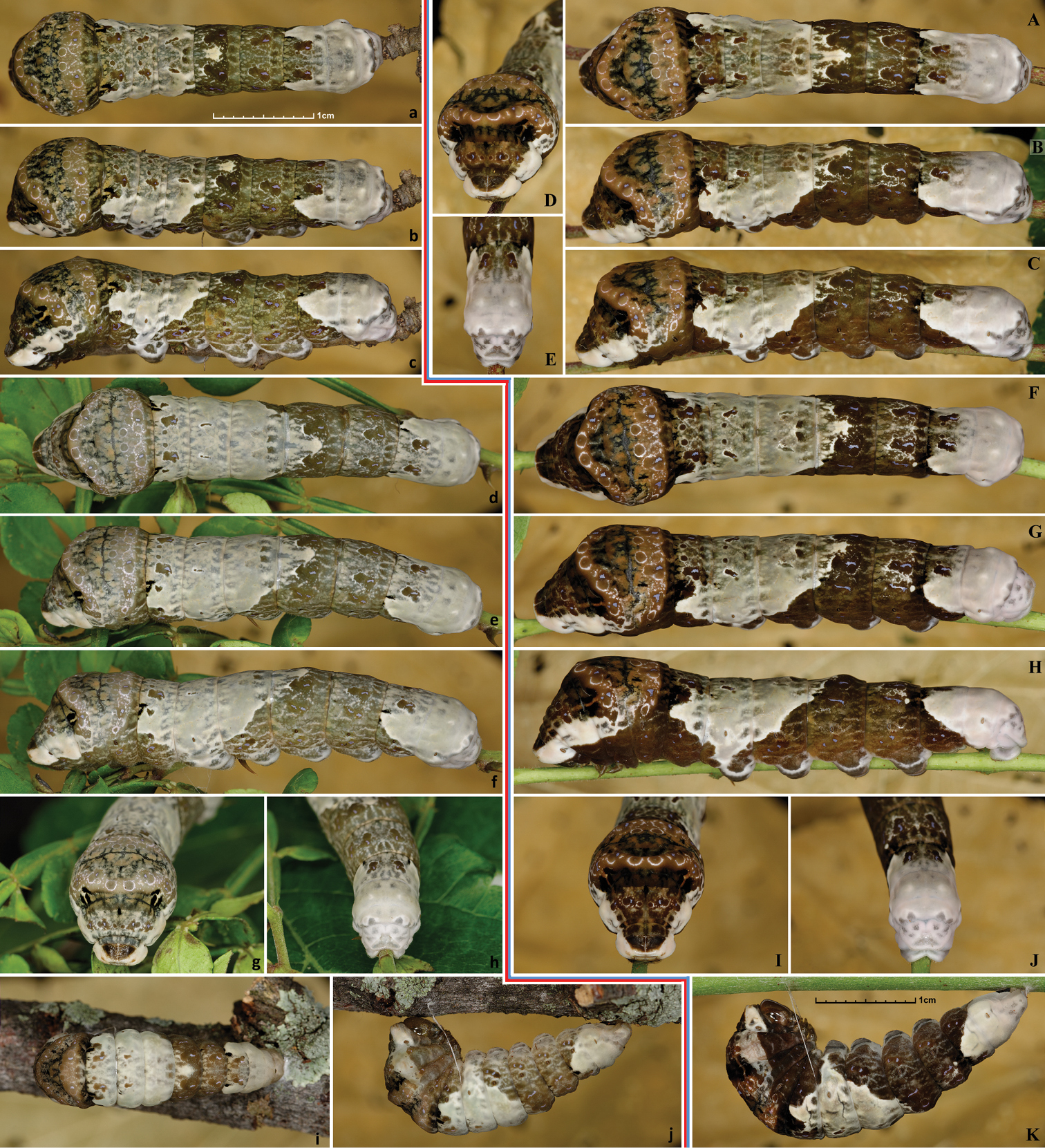
مقارنة النوعين في الطور الخامس وما قبل الخادرة.
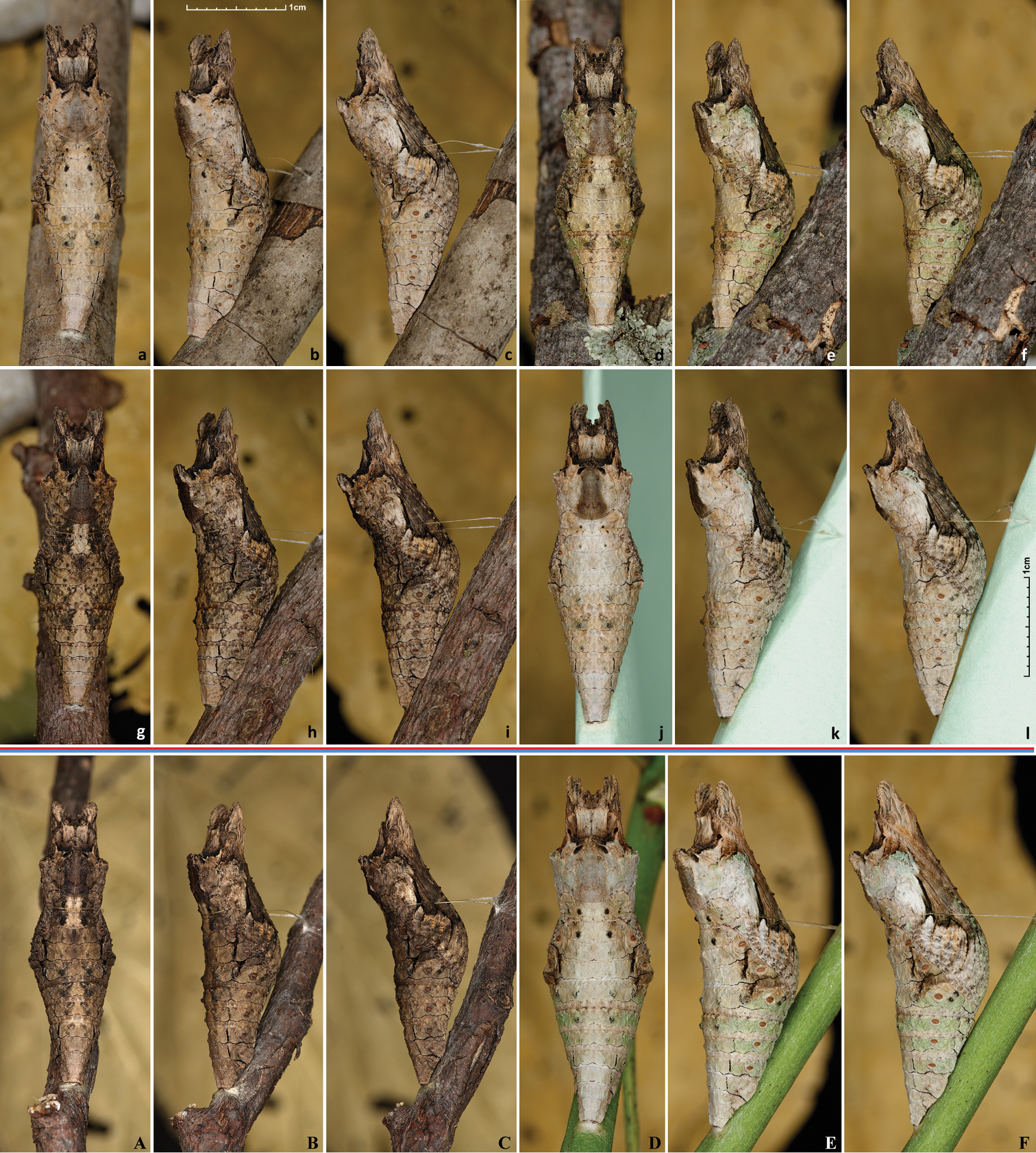
مرحلة الخادرة بابيليو رومايكو وبابيليو كريسفونتس.
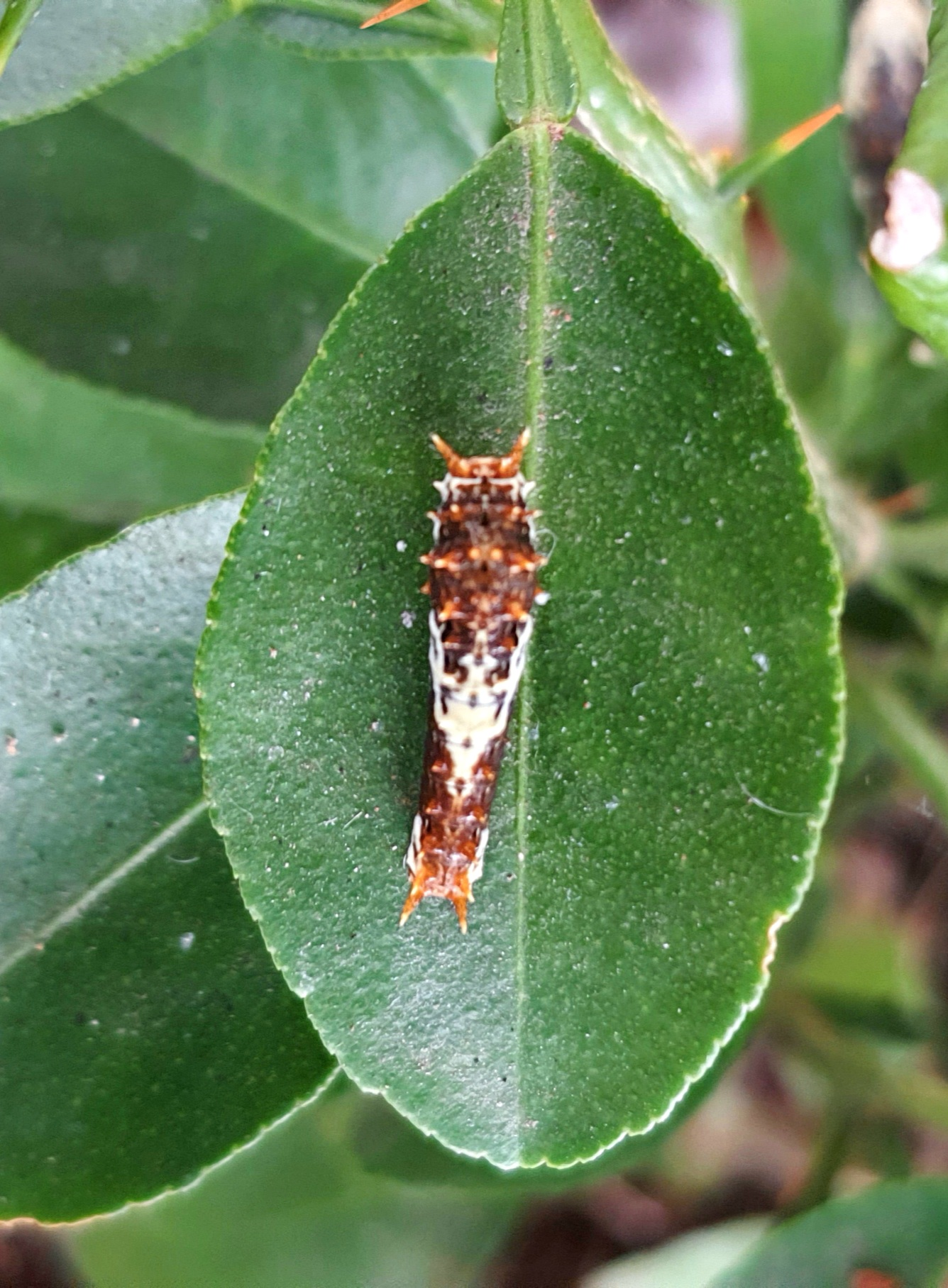
يرقة بابيليو رومايكو على ورقة الليمون.